# ميشائيل فون فولهابر
الكاردينال ميشائيل فون فولهابر (5 مارس 1869 - 12 يونيو 1952) (بالألمانية: Michael von Faulhaber)‏، كان أسقفًا كاثوليكيًا ألمانيًا شغل منصب رئيس أساقفة ميونيخ لمدة 35 عامًا (من عام 1917 حتى وفاته في عام 1952).
في خطاب ألقاه في يوم الكاثوليك الألماني الثاني والستين [الإنجليزية] في عام 1922 ندد فولهابر (الذي أصبح كاردينالًا في عام 1921) بجمهورية فايمار باعتبارها قامت على الخيانة. كان الكاردينال فولهابر عضوًا مؤسسًا وزعيمًا لجمعية أميتشي إسرائيل [الإنجليزية] وهي منظمة كهنوتية أُنشئت في روما عام 1926 لتعزيز المصالحة بين اليهود والمسيحيين.

## جوائز
حصل على جوائز منها:
- المواطن الفخري لمدينة ميونخ ‏ (1949)

- Order of Saint Hubert [الإنجليزية]‏
- وسام الصليب الأعظم من الفئة الأولى للخدمات الجليلة لجمهورية ألمانيا الاتحادية.[16]

## روابط خارجية
- مايكل فون فاولابر على موقع الموسوعة البريطانية (الإنجليزية)
- مايكل فون فاولابر على موقع مونزينجر (الألمانية)
- مايكل فون فاولابر على موقع ديسكوغز (الإنجليزية)